# ロペラミド
ロペラミド（Loperamide）は下痢の頻度を減少させる際に用いられる経口止瀉薬の一つである。商品名ロペミン。胃腸炎、炎症性腸疾患、短腸症候群に伴う下痢の治療に頻用される。赤痢への使用は推奨されない。
一般に見られる副作用は、腹痛、便秘、傾眠、嘔吐、口内乾燥である。中毒性巨大結腸のリスクを増加させ得る。妊娠中の女性での安全性は不明であるが、有害であるとする根拠はない。授乳婦の服用は安全であると思われる。このオピオイドは腸管からほとんど吸収されず、常用量では血液脳関門も通過しない。腸管の蠕動運動を遅くすることにより効果を発揮する。
ロペラミドは1969年に発見され、1976年から医学用途に使用され始めた。WHO必須医薬品モデル・リストに収載されている。

## 効能・効果
ロペラミドは各種の下痢症の治療に用いられる。これには非特異性の急性下痢症、軽度の旅行者下痢症、過敏性腸症候群、腸切除後の慢性下痢症、（非感染性の）炎症性腸疾患に伴う下痢症、イリノテカン等を用いた癌化学療法時の下痢の治療が含まれる。回腸人工肛門造設術後の排泄にも適応外使用される。
赤痢、潰瘍性大腸炎急性増悪、細菌性腸炎の治療には用いるべきでない。
ロペラミドはしばしばジフェノキシレートと比較される。2009年の臨床試験では、ロペラミドはジフェノキシレートよりも有効性が高く、神経系副作用の発現率が低率であった。

## 副作用
重大な副作用として添付文書に記載されているものは、イレウス（0.1%未満）、巨大結腸、ショック、アナフィラキシー（0.1%未満）、中毒性表皮壊死融解症（Toxic Epidermal Necrolysis：TEN）、皮膚粘膜眼症候群（Stevens-Johnson症候群）である。
発熱がある場合や血性下痢（赤痢）の場合には用いてはならない。リバウンドで便秘を起こす可能性がある場合には使用は推奨されない。O157やサルモネラ菌等、腸壁を突き抜ける可能性を持つ微生物による下痢に際しては、ロペラミドは一次治療としては禁忌である。症候性C. difficile 腸炎の場合は、毒素の排出がされず中毒性巨大結腸症に陥るリスクがあるので使用されない。
ロペラミドを肝不全の患者が服用する場合は、初回通過効果が低下しているので注意が必要である。また、進行性HIV感染症患者でウイルス性・細菌性中毒性巨大結腸症の既往のある場合にも注意を要する。腹部膨満が現れたら、ロペラミドの服用を中止すべきである。
2歳以下の幼児・乳児への投与は勧められない。6ヶ月未満の乳児および新生児への投与は禁忌である。
腹部膨満を伴うイレウスを発現し死亡した症例がある。これらの症例の多くは、急性赤痢、過量投与、2歳未満への投与のいずれかに該当する。12歳以下の小児等にロペラミドを投与した臨床試験の系統的レビューおよびメタアナリシスでは、3歳未満の幼児等で重篤な有害事象が発現していた。その研究では、3歳未満の幼児等、全身性疾患、栄養不良、中等度以上の脱水、血性下痢を有する患者には投与禁忌とすべきとされた。1990年、パキスタンで全ての小児用ロペラミド止瀉薬製剤が禁止された。
ロペラミドは英国では妊婦および授乳婦の服用は推奨されない。米国では、ロペラミドはFDAの胎児危険度分類Cに分類されている。ラットを用いた実験では催奇形性は観察されなかったが、ヒトでの検討は充分になされていない。妊娠初期（第一トリメスター）にロペラミドを服用した89名の女性を対象とした前向き研究では先天異常は見られなかったが、症例数が少ないので充分とは言えない。ロペラミドは乳汁中に分泌されるので、授乳婦の服用も推奨されない。
頻度が多い事が知られているロペラミドの副作用は、便秘（1.7%〜5.3%）、眩暈（1.4%以下）、嘔気（0.7%〜3.2%）、腹部痙攣（0.5%〜3.0%）である。稀に発生する重篤な副作用には、中毒性巨大結腸症、イレウス、血管性浮腫、アナフィラキシー、アレルギー反応、中毒性表皮壊死症、スティーブンス・ジョンソン症候群、多形性紅斑、尿閉、熱中症がある。ロペラミド過量投与時に最も頻繁に見られる副作用は、嘔吐、腹痛、熱感である。

### 乱用
ロペラミドはオピオイドであるが、乱用の危険はないと思われていた。2012年時点では乱用の報告はなかった。
しかし2015年に、超高用量ロペラミドの違法使用が報告された。同報告内ではロペラミドは「貧者のメサドン」と云われている。オピオイド使用障害、呼吸抑制、緊張病等の毒性が報告されている。薬物中毒治療施設に紹介されたある患者は、1日当り800mgを使用していた。報告者は、ロペラミドは多幸感を生じさせる作用を持ち、どのように安易に多幸感を得るかという情報があると述べている。高用量を用いた場合でも、乱用の危険性は非常に低い。
前述の事柄に関して、ロペラミドは“致死量に近い用量で”鎮痛効果を発揮し、サルでモルヒネ離脱症状を抑える効果があることが発見された。ロペラミドをP糖蛋白質阻害薬と併用すると、ロペラミド単剤よりもずっと少量で呼吸抑制等のオピオイドの効果を確実に発揮する。

## 相互作用
ロペラミドはP糖蛋白質の基質であるので、P糖蛋白質阻害薬を併用するとロペラミドの濃度が上昇する。キニジン、リトナビル、ケトコナゾール等がそれに該当する。ロペラミドは他のP糖蛋白質基質の濃度を低下させる。例として、サキナビルの血中濃度はロペラミド併用で半減する。
ロペラミドは腸の蠕動運動を減少させて下痢治療効果を発揮する。そのため、他の腸運動抑制薬を併用すると、便秘のリスクが増加する。これらの薬剤としては他のオピオイド、抗ヒスタミン薬、抗精神病薬、抗コリン薬が挙げられるが、それに限らない。

## 作用機序

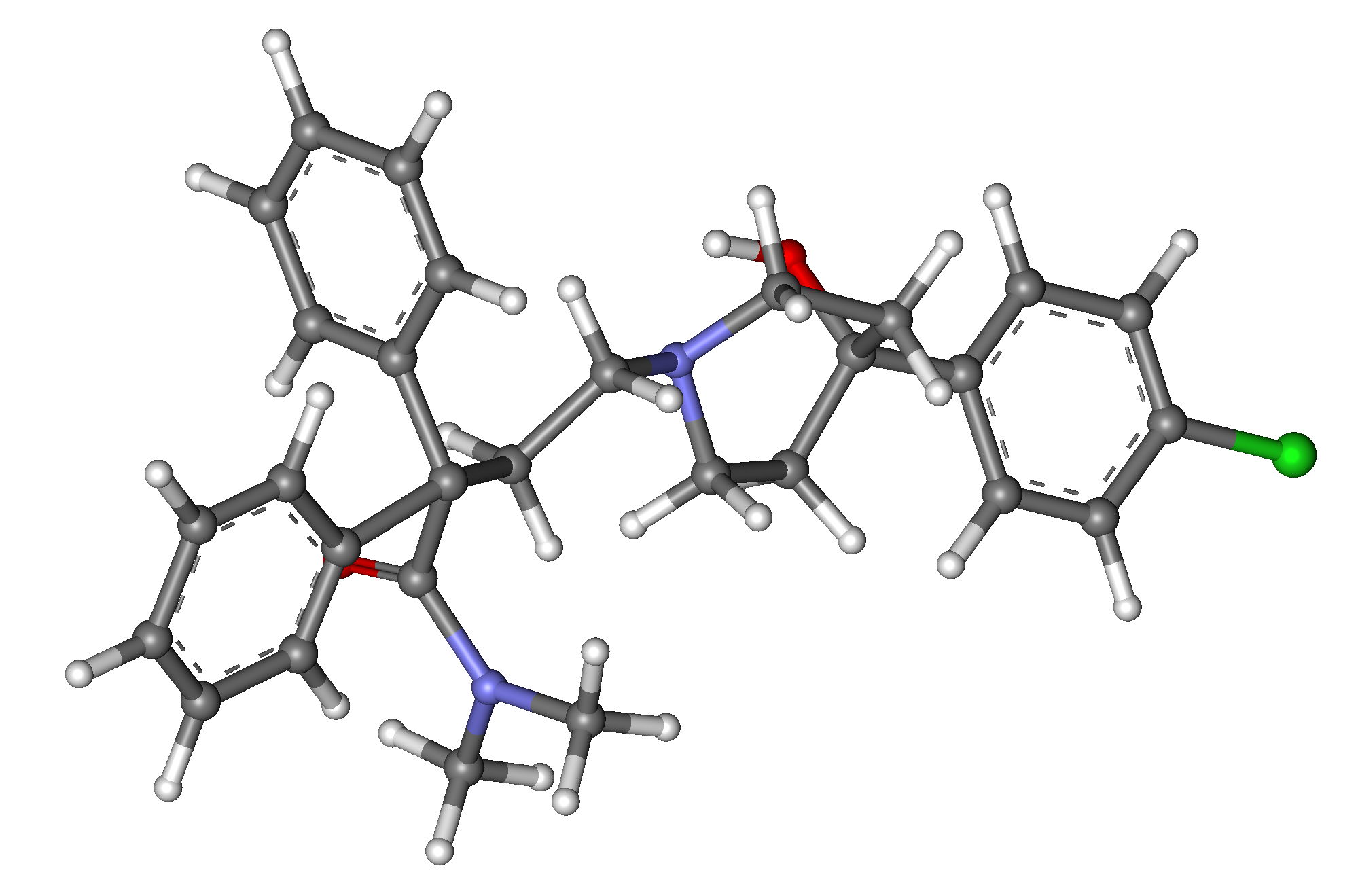
ロペラミド分子の構造

ロペラミドはオピオイド受容体作動薬であり、大腸のアウエルバッハ神経叢に存在するμ受容体に作用するが、血液脳関門を通過しないので、それ自身では中枢神経系には作用しない。モルヒネと同様の機序で腸筋神経叢の活性を低下させ、腸壁の縦走および輪状平滑筋を弛緩させる。この事で腸管内での内容物滞留時間が延長し、より多くの水分が吸収される。ロペラミドは腸管の運動を抑制し、胃大腸反射を減弱させる。

### 血液脳関門
ロペラミドはP糖蛋白質で汲み出される基質である。そのため、血液脳関門で遮断されて中枢神経系が曝露を免れ、中枢への影響や依存性の問題が回避される。
キニジン等のP糖蛋白質阻害物質を同時に服用すると、ロペラミドは血液脳関門を通過する可能性がある。ロペラミドとキニジンを併用すると呼吸抑制が起こり、これは中枢にオピオイドが作用していることを示唆している。
ロペラミドはマウス、ラット、アカゲザルを用いた前臨床研究で軽度の身体的依存を形成した。ロペラミドを長期投与後突然断薬すると、軽度の離脱症状が観察された。
米国で承認された当初はロペラミドは麻薬であると考えられ、規制物質法（英語版）でスケジュールIIに指定されたが、1977年7月にスケジュールVに移行され、1982年11月に規制解除された。

## 開発の経緯
ロペラミドは1969年にベルギーで、ジフェノキシレート（1956年）とフェンタニル（1960年）に続いて発見された。
ロペラミドの最初の臨床試験の結果は1973年にJournal of Medicinal Chemistry に掲載された。
偽薬対照臨床試験は1972年12月から1974年2月に掛けて実施され、1977年に英国消化器病学会編集のGut journal に掲載された。
1973年に米国で特許が取得され、同年から販売開始された。FDAが承認したのは1976年である。特許は1990年1月に失効した。
1988年3月には米国内で一般用医薬品として販売開始された。
1980年代にはロペラミドドロップとシロップが存在しており、主として小児を対象に販売されていたが、パキスタンでイレウスが18例（内死亡6例）発生した事がWHOから報告され、1990年に市場から回収された。
その後1990年から1991年に掛けて、多くの国でロペラミド含有製剤の小児（2〜5歳）への使用が制限された。
1993年11月に、ザイディス技術を用いたロペラミドの口腔崩壊錠が上市された。1997年6月には下痢および放屁を治療対象とするシメチコンとの配合剤（チュワブル錠）がFDAに承認された。
2013年には、ロペラミドの2mg錠がWHO必須医薬品モデル・リストに加えられた。